# Longarim (peuple)
Pour les articles homonymes, voir Longarim.
Les Longarim sont un peuple du Soudan du Sud, proche des Didinga.

## Ethnonymie
Selon les sources, on observe quelques variantes : Boya, Larim, Longarims.

## Langues
Leur langue est le longarim (ou narim), une langue soudanique orientale, dont le nombre de locuteurs était estimé à 3 620 en 1983.